# Колиње
„Колиње” је југословенски ТВ филм из 1970. године. Режирао га је Иво Врбанић а сценарио је написао Младен Керстнер

## Улоге
| Глумац                   | Улога                                      |
| ------------------------ | ------------------------------------------ |
| Мартин Сагнер            | Драшек Каталенић - „Дудек”                 |
| Смиљка Бенцет            | Рега Каталенић                             |
| Звонимир Ференчић        | Франц Ожболт Цинобер                       |
| Марија Гемл              | Ката Ожболт                                |
| Јулије Перлаки           | Штеф                                       |
| Сунчана Пурец            | Ивка                                       |
| Љубица Драгић Стипановић | Верона Бабица                              |
| Младен Шермент           | Имбра Грабарић Пресветли                   |
| Марија Алексић           | Цила Грабарић (као Марија Алексић-Шермент) |
| Еуген Фрањковић          | Мартин Скворц Лакомица                     |
| Санда Фидершег           | Гретица Скворц                             |
| Рикард Брзеска           | Габер Пожгај                               |
| Јожа Шеб                 | Шинтер Цваркеш                             |
| Звонимир Торјанац        | Лугар „Цикач”                              |
| Владимир Лејб            | Вујец Мишка Слатки                         |
| Финка Павичић Будак      | Вујна Полона                               |
| Ивица Кунеј              | Свећеник                                   |

Остале улоге  ▼
| Глумац             | Улога                  |
| ------------------ | ---------------------- |
| Људевит Галић      | Фурдек                 |
| Аманд Алигер       | Блаж                   |
| Вера Орловић       | Суседа 1 Габерова жена |
| Зденка Трах        | Суседа 2.              |
| Маса Перенчевић    | Суседа 3.              |
| Дубравка Дежелић   | Жена 1.                |
| Бисерка Алибеговић | Жена 2.                |
| Бранка Стрмац      | Жена 3.                |
| Љерка Вуђан        | Снежана, конобарица    |
| Добрила Бисер      | Мага, бивша конобарица |
| Стјепан Пепељњак   | Нацек курир            |
| Мато Јелић         | Магин муж              |